# Сан-Квирико-д’Орча
Сан-Квирико-д’Орча (итал. San Quirico d'Orcia) — коммуна в Италии, располагается в регионе Тоскана, в провинции Сиена.
Население составляет 2460 человек (2008 г.), плотность населения составляет 59 чел./км². Занимает площадь 42 км². Почтовый индекс — 53027. Телефонный код — 0577.
Покровителями коммуны почитаются святые Кирик и Иулитта, празднование 16 июня.

## Демография
Динамика населения:

## Администрация коммуны
- Официальный сайт: http://www.comunesanquirico.it/